# گروگان (فیلم ۲۰۲۰)
گروگان یا ربوده شده (به انگلیسی: Seized) یک فیلم اکشن و دلهره آور آمریکایی محصول سال ۲۰۲۰ به کارگردانی آیزاک فلورنتین با بازی اسکات ادکینز و ماریو فن پیبلز است.

## خلاصه داستان
یک مأمور ویژه سابق که باید در ازای پسرش که ربوده می‌شود، سه سندیکای جنایتکار مجرمان بسیار ماهر را از بین ببرد.

## بازیگران
- اسکات ادکینز در نقش نرو
- ماریو فن پیبلز در نقش مزامو
- جیمز پی بنت در نقش واکر
- استیون الدر در نقش دونووان
- کارلی پرز در نقش آلانزا
- دیوید فرناندز جونیور در نقش هوگو
- متیو گارباچ در نقش تیلور
- رولاندو گونزالس در نقش الیازار ماچادو
- لوئیس گاتیکا در نقش عمر چاوز

## پاسخ انتقادی
در جمع‌آوری نقد راتن تومیتوز، این فیلم بر اساس ۹ نقد، نمره ۳۳٪ را دریافت کرد.